# Darkhorse
Albums de Crazy Town
The Gift of Game
(1999)
Darkhorse est le deuxième album du groupe américain de nu metal Crazy Town, publié le 12 novembre 2002, par Columbia Records.
Produit par Howard Benson (POD, Motörhead).
Album plus rock que le précédent : pas de DJ, moins de samples, des guitares plus lourdes. Il s'agit ici d'un mélange harmonieux de fortes lignes mélodiques et de beats hip-hop qui constituent la particularité du groupe. Groupe dont la musique se situe entre la pop, le metal et le rap, ce qui ne lui permet pas de trouver de réel public. Ce groupe victime d'une crise identitaire, "incompris" par le public a été sans cesse confronté, tout au long de sa carrière, à des problèmes tels que la drogue, l'alcool et les changements de membres (trois changements de membres entre le premier et le deuxième album).

## Liste des chansons
| No  | Titre                 | Durée |
| --- | --------------------- | ----- |
| 1.  | Decorated             | 3:07  |
| 2.  | Hurt You So Bad       | 3:46  |
| 3.  | Drowning              | 3:19  |
| 4.  | Change                | 3:44  |
| 5.  | Candy Coated          | 4:22  |
| 6.  | Waste of My Time      | 2:56  |
| 7.  | Sorry                 | 4:15  |
| 8.  | Battle Cry            | 2:49  |
| 9.  | Take It to the Bridge | 3:18  |
| 10. | Skulls and Stars      | 4:25  |
| 11. | Beautiful             | 3:18  |
| 23. | You're the One        | 3:56  |
| 32. | Them Days             | 3:11  |